# Caledonian College of Engineering
Das Caledonian College of Engineering ist ein privates College in Oman.
Dieses College, das in Süd-Al-Hail in Sib bei Maskat liegt, wurde 1996/97 gegründet. Im Jahr 2005 hatte das College 1129 Studierende.

## Akademische Anbindung
Alle privaten Hochschuleinrichtungen in Oman müssen eine akademische Anbindung an eine renommierte internationale Universität oder Hochschule vorweisen können. Das Caledonian College of Engineering unterhält eine akademische Verbindung zur schottischen Glasgow Caledonian University.

## Studiengänge
Es werden vierjährige Bachelor-Studiengänge (BSc. Honours) in folgenden Fächern angeboten: 
- Electronic Engineering
- Computer Aided Mechanical Engineering
- Telecommunication Engineering
- Mechatronics
- Process Operations & Maintenance
- Electrical Power Engineering

Zudem gibt es „Built Environment Programmes“ in:
- Environmental Civil Engineering
- Building Surveying
- Quantity Surveying
- Construction Engineering und
- Civil Engineering (Construction Industry)

Folgende vierjährige Bachelor-Studiengänge mit dem Abschluss „BEng“ (das 1. und 2. akademisches Jahr werden in Oman absolviert, das 3. und 4. akad. Jahr in Schottland) werden angeboten:
- Electronic Engineering
- Manufacturing Systems Engineering
- Mechanical Electronic Systems Engineering und
- Electrical Power Engineering.

Zudem gibt es einen zweijährigen Diplomstudiengang in „Engineering Design“.

## Studiengebühren
Die Studiengebühren richten sich je nach Studienjahr und betragen zwischen 2700 RO bis 3500 RO.